# 1995 у Миколаєві
| Роки в Миколаєві ← • 1901 • 1902 • 1903 • 1904 • 1905 • 1906 • 1907 • 1908 • 1909 • 1910 • 1911 • 1912 • 1913 • 1914 • 1915 • 1916 • 1917 • 1918 • 1919 • 1920 • 1921 • 1922 • 1923 • 1924 • 1925 • 1926 • 1927 • 1928 • 1929 • 1930 • 1931 • 1932 • 1933 • 1934 • 1935 • 1936 • 1937 • 1938 • 1939 • 1940 • 1941 • 1942 • 1943 • 1944 • 1945 • 1946 • 1947 • 1948 • 1949 • 1950 • 1951 • 1952 • 1953 • 1954 • 1955 • 1956 • 1957 • 1958 • 1959 • 1960 • 1961 • 1962 • 1963 • 1964 • 1965 • 1966 • 1967 • 1968 • 1969 • 1970 • 1971 • 1972 • 1973 • 1974 • 1975 • 1976 • 1977 • 1978 • 1979 • 1980 • 1981 • 1982 • 1983 • 1984 • 1985 • 1986 • 1987 • 1988 • 1989 • 1990 • 1991 • 1992 • 1993 • 1994 • 1995 • 1996 • 1997 • 1998 • 1999 • 2000 • → |

1995 у Миколаєві — список важливих подій, що відбулись у 1995 році в Миколаєві. Також подано перелік відомих осіб, пов'язаних з містом, що народились або померли цього року, отримали почесні звання від міста.

## Події

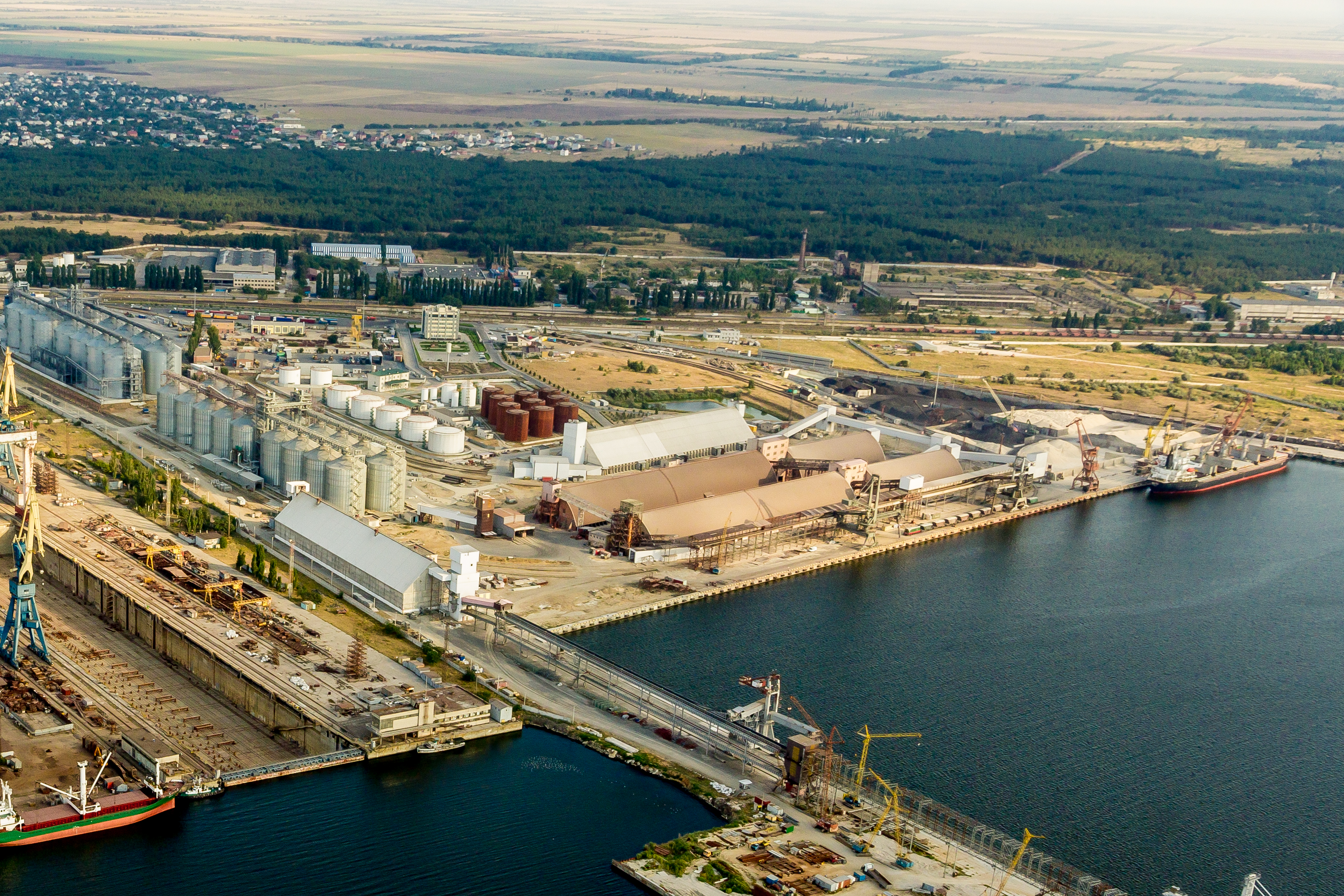
Ніка-Тера

- Засновано Закрите акціонерне товариство «Миколаївський калійний термінал», яке згодом було реорганізовано в Товариство з обмеженою відповідальністю «Морський спеціалізований порт Ніка-Тера».
- Литовські бізнесмени Ігор Беззуб і Раймондас Туменас надали стартовий капітал для реалізації бізнес-плану викладачу Миколаївського університету кораблебудування Сергію Сипку, в результаті чого була утворена компанія «Сандора».
- Заснована державна акціонерна енергопостачальна компанія «Миколаївобленерго».
- 21 лютого року вийшла в ефір перша передача нового міського радіоканалу «Миколаїв».
- Миколаївська спортсменка Інга Бабакова за підсумками міжнародних стартів визнана найкращою стрибункою світу у висоту 1995 року.
- Юдейській громаді Миколаєва повернуто Миколаївську синагогу, яка була побудована в 1877 році за ініціативою хасидів з Хабад-Любавич.
- У Житомирі музикантами Bal-a-Myth (гітара, бас), Faunus (вокал) і менеджером групи Ігорем Наумчуком (Khlyst) засновано блек-колектив «Lucifugum», який є однією з основних гуртів, що сформував українську блек-метал сцену. У 2004 році Ігор Наумчук переїхав до Миколаєва, щоб продовжувати свою діяльність разом із місцевим блек-метал-музикантом Оленою (aka Stabaath) (ex-Namtar, ex-Hesperus), з якою він одружився.

## Особи

### Очільники
- Міський голова — Олександр Бердніков.

### Почесні громадяни
- У 1995 році звання Почесного громадянина Миколаєва не присвоювалось.

### Народились
- Попов Роман Олегович (29 червня 1995, Миколаїв) — український футболіст, півзахисник.
- Гриненко Богдан Андрійович (29 травня 1995) — український плавець, чемпіон та призер Літніх Паралімпійських ігор. Майстер спорту України міжнародного класу. Займається плаванням у Миколаївському регіональному центрі з фізичної культури і спорту інвалідів «Інваспорт».
- Галицька Ілона Сергіївна (9 листопада 1995, Миколаїв) — українська співачка, учасниця дитячого конкурсу пісні «Євробачення-2007» від України, володарка 10 Гран-Прі міжнародних та всеукраїнських фестивалів і конкурсів.
- Дударенко Олександр Сергійович (3 вересня 1995, Миколаїв) — український футболіст, захисник.
- Кушніренко Богдан Сергійович (2 листопада 1995, Київ) — український футболіст, захисник. Протягом 2018—2021 років зіграв 69 матчів за футбольний клуб «Миколаїв», забив 16 голів.
- Дяченко Віктор Вікторович (9 травня 1995, Миколаїв) — український телеведучий.
- Грабар Андрій Володимирович (14 вересня 1995, Миколаїв — 19 березня 2021, с. Водяне, Сартанська селищна громада, Маріупольський район, Донецька область) — молодший сержант, командир бойової машини — командир відділення батальйону морської піхоти 36-ї окремої бригади морської піхоти імені контр-адмірала Михайла Білинського Збройних сил України, учасник російсько-української війни.

### Померли
- Гребенюк Микита Андрійович (21 вересня 1918, село Мар'янівка, нині Баштанський район — 17 лютого 1995, Миколаїв) — Герой Радянського Союзу, заступник командира відділення 384-го окремого батальйону морської піхоти Одеської Військово-морської бази Чорноморського флоту, Старшина II статті, один з 68-ми десантників-ольшанців.
- Дикарєв Віктор Михайлович (15 жовтня 1918, Прінцевка, Воронізька губернія — 2 січня 1995, Миколаїв) — полковник Радянської Армії, учасник німецько-радянської війни, Герой Радянського Союзу.